# Liste der Baudenkmale in Sellin
In der Liste der Baudenkmale in Sellin sind alle Baudenkmale des Ostseebades Sellin (Landkreis Vorpommern-Rügen) und seiner Ortsteile aufgelistet. Grundlage ist die Veröffentlichung der Denkmalliste des Landkreises Vorpommern-Rügen, Auszug aus der Kreisdenkmalliste vom August 2015.

## Legende
In den Spalten befinden sich folgende Informationen:
- ID-Nr: Die Nummer wird von den Denkmalämtern der Landkreise vergeben. Wenn sie nicht bekannt ist, bleibt die Spalte leer. In dieser Spalte kann sich zusätzlich das Wort Wikidata befinden, der entsprechende Link führt zu Angaben zu diesem Denkmal bei Wikidata.
- Lage: die Adresse des Denkmales und die geographischen Koordinaten.
Link zu einem Kartenansichtstool, um Koordinaten zu setzen. In der Kartenansicht sind Denkmale ohne Koordinaten mit einem roten bzw. orangen Marker dargestellt und können in der Karte gesetzt werden. Denkmale ohne Bild sind mit einem blauen bzw. roten Marker gekennzeichnet, Denkmale mit Bild mit einem grünen bzw. orangen Marker.
- Bezeichnung: Bezeichnung, so wie sie in den offiziellen Listen der Denkmalämter steht. Ein Link hinter der Bezeichnung führt zum Wikipedia-Artikel über das Denkmal. Wenn die Bezeichnung der Denkmalämter inhaltlich fehlerhaft ist, ist in der Spalte „Beschreibung“ darauf hinzuweisen.
- Beschreibung: Beschreibung des Denkmales
- Bild: ein Bild des Denkmales und gegebenenfalls einen Link zu weiteren Fotos des Denkmals im Medienarchiv Wikimedia Commons

## Sellin
| ID    | Lage                           | Bezeichnung                                                       | Beschreibung | Bild                                                              |
| ----- | ------------------------------ | ----------------------------------------------------------------- | ------------ | ----------------------------------------------------------------- |
| 00715 | Am Hochufer (Karte)            | katholische Kirche                                                |              | katholische Kirche                                                |
| 00698 | Am Hochufer 5 (Karte)          | Wohnhaus Min Hüsung                                               |              |                                                                   |
| 00703 | An der B 196 3 (Karte)         | ehem. Stationsgebäude und Toilettenhäuschen                       |              | Weitere Bilder                                                    |
| 00699 | August-Bebel-Straße 2 (Karte)  | Pension Waldrose                                                  |              | Pension Waldrose                                                  |
| 00700 | August-Bebel-Straße 11 (Karte) | Pension Ferienklause (Villa Rügen)                                |              | Weitere Bilder                                                    |
| 00702 | August-Bebel-Straße 20 (Karte) | Pension (Pflegeheim)                                              |              |                                                                   |
| 00701 | August-Bebel-Straße 21 (Karte) | Pension Imperator                                                 |              | Pension Imperator                                                 |
| 00705 | Granitzer Straße 7 (Karte)     | Pension Sternblick                                                |              | Pension Sternblick                                                |
| 00706 | Granitzer Straße 15 (Karte)    | Pension Käte                                                      |              | Pension Käte                                                      |
| 00707 | Granitzer Straße 36 (Karte)    | Wohnhaus Wiking Hall                                              |              | Wohnhaus Wiking Hall                                              |
| 00708 | Granitzer Straße 38 (Karte)    | Pension                                                           |              | Weitere Bilder                                                    |
| 00709 | Granitzer Straße 39 (Karte)    | Pension                                                           |              | Weitere Bilder                                                    |
| 00710 | Hauptstraße 8 (Karte)          | Pension                                                           |              |                                                                   |
| 00711 | Hauptstraße 9 (Karte)          | Pension Waldblick                                                 |              | Weitere Bilder                                                    |
| 00713 | Hauptstraße 14a (Karte)        | Pension                                                           |              | Pension                                                           |
| 00714 | Kirchstraße (Karte)            | evangelische Kirche                                               |              | Weitere Bilder                                                    |
| 00716 | Kirchstraße 1 (Karte)          | Pension Möwe                                                      |              | Weitere Bilder                                                    |
| 00717 | Luftbadstraße 6 (Karte)        | Pension                                                           |              | Pension                                                           |
| 00718 | Schulstraße 5 (Karte)          | Feuerwehr                                                         |              |                                                                   |
| 00704 | Seestraße 12b (Karte)          | Bahnhof Sellin-West, (gleisseitige Fassade und Toilettenhäuschen) |              | Bahnhof Sellin-West, (gleisseitige Fassade und Toilettenhäuschen) |
| 00720 | Seestraße 21 (Karte)           | Wohnhaus (ehem. Büdnerei)                                         |              |                                                                   |
| 00721 | Warmbadstraße 4 (Karte)        | Warmbad Sellin                                                    |              | Weitere Bilder                                                    |
| 00722 | Wilhelmstraße 7 (Karte)        | Pension Johanneshorst                                             |              | Weitere Bilder                                                    |
| 00723 | Wilhelmstraße 9 (Karte)        | Pension Sellin                                                    |              | Weitere Bilder                                                    |
| 00724 | Wilhelmstraße 18 (Karte)       | Pension Ingeborg                                                  |              | Weitere Bilder                                                    |
| 00725 | Wilhelmstraße 20 (Karte)       | Pension Haus Eintracht                                            |              | Weitere Bilder                                                    |
| 00726 | Wilhelmstraße 31 (Karte)       | Pension Haus am Meer                                              |              | Pension Haus am Meer                                              |
| 00727 | Wilhelmstraße 33 (Karte)       | Villa Granitz                                                     | Pension      | Villa Granitz                                                     |
| 00728 | Wilhelmstraße 34 (Karte)       | Pension Vineta                                                    |              | Weitere Bilder                                                    |
| 00729 | Wilhelmstraße 35 (Karte)       | Wohnhaus                                                          | Villa Finja  | Weitere Bilder                                                    |
| 00731 | Wilhelmstraße 39 (Karte)       | Pension                                                           |              |                                                                   |
| 00733 | Wilhelmstraße 42 (Karte)       | Pension Miramar mit Zaun                                          |              | Pension Miramar mit Zaun                                          |

## Altensien
| ID    | Lage                | Bezeichnung                            | Beschreibung | Bild |
| ----- | ------------------- | -------------------------------------- | ------------ | ---- |
| 00014 | Altensien 4 (Karte) | Bauernhof                              |              |      |
| 00014 | Altensien 4 (Karte) | Scheune (Ferienhaus, Bauernhof)        |              |      |
| 00015 | Altensien 6 (Karte) | Stall (Zuckerhut Salbrecht, Bauernhof) |              |      |
| 00015 | Altensien 6 (Karte) | Bauernhof                              |              |      |

## Seedorf
| ID    | Lage                | Bezeichnung | Beschreibung | Bild  |
| ----- | ------------------- | ----------- | ------------ | ----- |
| 00691 | Seedorf 16A (Karte) | Katen       |              | Katen |
| 00691 | Seedorf 17          | Katen       |              |       |

## Quelle
- Denkmalliste des Landkreises Vorpommern-Rügen

- Karte mit allen Koordinaten:
- OSM |
- WikiMap